# Тез Верен тюрбе (Битоля)
Тез Верен тюрбе или Мерхум Баба тюрбе (на македонска литературна норма: Тезверен турбе; на турски: Tez Veren Türbe) е османска гробница от ΧΙΧ век, намираща се в град Битоля, Северна Македония.

## Местоположение
Тюрбето са разположени в западната част на града, на улица „Цар Самуил“.

## История
Тюрбето е построено през XIX век. Посетено е и е описано от Фредерик Уилям Хаслък.